# Флуминенсе
Флуминесе ФК (първата дума на португалски, втората и третата на английски: Fluminense Football Club, „Флуминесе Футбол Клъб“) е футболен клуб от Рио де Жанейро, Бразилия. Отборът е основан на 21 юли, 1902 г. от Оскар Кокс. Първият официален мач на отбора е на 19 октомври 1902 срещу Рио Футбол Клуб, завършил с победа на Флуминенсе 8:0. През септември 1903 Флуминенсе играе в Сао Пауло първите си официални мачове извън щата на Рио де Жанейро, постигайки 2 победи и един равен резултат.
На 22 октомври 1905 Флуминенсе играе първия си официален мач срещу локалния съперник Ботафого и печели с 6:0.
Най-големите дербита на отбора са срещу футболните тимове от същия град – „Фламенго“, Ботафого и „Вашку да Гама“. Дербито срещу отбора на Фламенго е познато като Фла-Флу и е смятано за едно от най-големите футболни дербита в света. Срещата между двата отбора на 15.12.1963 е посетена от 194.630 зрители, рекорд в световната история за двубой между два клубни отбора.
Първата си шампионска титла на Бразилия Флуминенсе печели през 1970 година. Тогава първенството на страната носи името „Турнир Роберто Гомеш Педроза“. Финалът на Маракана на 20.12.1970 е посетен от рекордния брой за турнира зрители – 112.403 и завършва при резултат 1:1, който дава титлата на Флу.
Втората си шампионска титла на Бразилия, Флуминенсе печели през 1984 година. На финалния мач, пред над 130.000 зрители, Флуминенсе и Вашку Да Гама завършват на равно 0:0. Чрез победата с 1:0 от първия финал, Флу гарантира втората си национална титла.
През 90-те години Флуминенсе минава през големи турболенции, липса на професионализъм в администрацията и много дълбока криза. Отборът дори отпада от Серия А на бразилското първенство. През 1999 Флуминенсе сключва договор с нов главен споснор, застрахователната компания Унимед. Поради голямата си привързаност към Флуминенсе, президентът на Унимед, Селсо Барош, показва готовност за много сериозна финансова подкрепа, което започва да дава резултати през следващите години.
През 2005 е финалист, а през 2007 печели купата на Бразилия, което го класира за Копа Либертадорес 2008. След сензационна представа в груповата фаза, Флуминенсе оглавява класирането на класиралите се за 2-рата фаза 16 отбора. По пътя към финала отстранява Сао Пауло и Бока Жуниорс. Първият финал в Кито срещу ЛДУ е загубен от Флуминенсе с 2:4. На реванша в Рио де Жанейро Флуминенсе успява да победи с 3:1, което води до дузпи. ЛДУ печели с 3:1 двубоя на дузпи.
Въпреки сериозната финансова подкрепа на спонсора Унимед, който плаща директно заплатите на звездите в отбора, и добрия състав, Флуминенсе изпада в драматична ситуация през 2009 година, когато се бори да не отпадне в Серие Б. По същото време се представя блестящо в турнира Копа Судамерикана, където стига до финал. По ирония на съдбата е отново отборът на ЛДУ от Кито, който се възползва от превъзходството си като домакин поради голямата надморска височина, комбинирано с умората в отбора на Флуминенсе поради борбата срещу отпадането в бразилското първенство. Флуминенсе губи първия финал в Кито с 1:5. Въпреки загубата отборът е посрещнат на летището в Рио де Жанейро с овации и подкрепа от многобройните фенове. На реванша в Рио, пред 70.000 зрители, Флуминенсе побеждава с 3:0 и не успява да заличи преднината на отбора от Кито.
Третата си шампионска титла Флуминенсе печели през 2010 година. Въпреки че е лидер през по-голямата част от шампионата, Флуминенсе гарантира шампионската титла едва в последния кръг на първенството, когато побеждава отбора на Гуарани с 1:0.
Също през 2010 година, опозицията успява да спечели изборите за нов президент и адвокатът Питер Симсен поема управата на клуба, обещавайки нов курс на администрация.
След много турболентно начало на сезона 2011, Флуминенсе остава без треньор по средата на турнира Копа Либертадорес 2011 и отпада на 1/8 финала. Абел Брага е назначен за треньор 2 месеца по-късно и Флуминенсе дори успява, след много силен втори полусезон, да влезе в борбата за титлата но завършва на 3-то място.

## Успехи
- Турнири на областта
  - 31 пъти победители в Кампеонато Кариока (футболен шампионат на Рио де Жанейро): 1906, 1907, 1908, 1909, 1911, 1917, 1918, 1919, 1924, 1936, 1937, 1938, 1940, 1941, 1946, 1951, 1959, 1964, 1969, 1971, 1973, 1975, 1976, 1980, 1983, 1984, 1985, 1995, 2002, 2005, 2012
  - Copa Rio:1998
  - Taça Guanabara: 1966, 1969, 1971, 1975, 1983, 1985, 1991, 1993, 2012.
  - Taça Rio: 1990, 2005

- Национални турнири

- - Шампион на Бразилия (4): 1970, 1984, 2010, 2012
  - Brazilian Champions Série C 1999
  - Copa do Brasil 2007 [1]
  - Rio-São Paulo Tournament 1957, 1960
  - Copa São Paulo de Juniores 1971, 1973, 1977, 1986, 1989

- Международни турнири
  - Copa Rio (международна) 1952
  - Copa Viña del Mar 1976
  - Турнир на Париж 1976, 1987
  - Troféu Teresa Herrera 1977
  - Турнир на Сеул 1984
  - Купа Кирин 1987
  - Турнир на Киев 1989